# (38067) 1999 FO31
1999 FO31 (asteroide 38067) é um asteroide da cintura principal. Possui uma excentricidade de 0.15553400 e uma inclinação de 14.05780º.
Este asteroide foi descoberto no dia 19 de março de 1999 por LINEAR em Socorro.